# Troglohyphantes trispinosus
Troglohyphantes trispinosus este o specie de păianjeni din genul Troglohyphantes, familia Linyphiidae, descrisă de Miller și Polenec, 1975.
Este endemică în Slovenia. Conform Catalogue of Life specia Troglohyphantes trispinosus nu are subspecii cunoscute.